# Bommanayakanahalli, Krishnarajpet
Bommanayakanahalli là một làng thuộc tehsil Krishnarajpet, huyện Mandya, bang Karnataka, Ấn Độ.